# Lagerbygningen i Esløv
Lagerbygningen i Esløv er en beboelsesbygning i Esløv, Sverige, der blev opført i 1918 som et kornmagasin, der skulle sikre forsyningen af korn under 1. verdenskrig. Der blev i alt opført ni bygninger af denne type i Sverige. Alle lagerbygningerne blev opført efter det samme princip, der blev udfærdiget af Carl Forsell, mens facaderne blev designet af arkitekt Gunnar Asplund.
I 1984 blev bygningen solgt til Esløv Kommune fra Svenska Lagerhus AB, der havdet drevet de fleste lagerbygninger. Huset stod i en længere periode for at skulle blive revet ned. Allerede i 2000 havde den svenske kunstner Kent Viberg, udtrykt et ønske om at købe og bevare bygningen, ligesom det var sket med byens vandtårn. I januar 2006 blev bygningen imidlertid solgt for 75.000 kr. til Midroc Property Development, der i 2007 ombyggede bygningen til beboelse. I 2008 flyttede de første ind i bygningen. Bygningen, der med sine ti etager og 31 m, er Sveriges største beboelsesejendom i træ.